# Clint Boon
Clint David Boon (Oldham, 28 giugno 1959) è un musicista, tastierista e conduttore radiofonico inglese.
È noto come tastierista degli Inspiral Carpets, band della scena Madchester e baggy di cui entrò a far parte del 1986, e come conduttore radiofonico.

## Carriera musicale
Nato a Oldham, nel Lancashire, Boon si unì agli Inspiral Carpets nel 1986 dopo aver suonato in una band della sua zona di nome The Mill'. Dopo lo scioglimento degli Inspiral Carpets nel 1995 formò The Clint Boon Experience, che pubblicò due dischi, The Compact Guide to Pop Music and Space Travel (1999) e Life in Transition (2000).
Nel 2000 la band pubblicò un singolo, Do What You Do (Earworm Song), che vide la collaborazione di Fran Healy, il cantante dei Travis. Boon ha una propria etichetta discografica, la Booney Tunes, e ha scritturato artisti quali Elaine Palmer. È DJ per una serie di locali notturni d'Inghilterra e di Wrexham, nel Galles del nord.
Nei primi anni 2000 tornò a far parte dei redivivi Inspiral Carpets, che si riunirono per due tour che fecero registrare il tutto esaurito nel 2002 e nel 2003. Da allora continua a suonare con la band.

## Carriera radiofonica
Nel 1995 ha iniziato a lavorare per la radio Crash FM di Liverpool, dopo essere stato ingaggiato dalla DJ Janice Long. Ha sostituito il DJ Terry Christian su Century FM, radio di Manchester.
Ha fatto un cameo nel film 24 Hour Party People del 2002. Ha inoltre collaborato con Cosgrove Hall per la serie di cartoni animati Engie Benjy.
Nel 2005 Boon divenne capo della redazione musica della radio di Oldham The Revolution. Nel 2006 si unì alla radio che all'epoca era rivale, Xfm Manchester. Nel 2007 fu insignito della nomination al Sony Award per il suo programma in onda su Xfm nella categoria presentatori ed esperti musicali. Nel settembre 2015 Xfm Manchester divenne Radio X e iniziò a trasmettere su tutto il territorio nazionale. A Boon fu affidata la conduzione della fascia oraria domenicale dalle 19 alle 23, poi accorciata dalle 20 alle 23 dal 23 aprile 2016. L'ultima puntata del suo programma andò in onda il 19 marzo 2017.
È stato resident DJ del club South di Manchester ogni sabato sera per quindici anni, oltre ad aver lavorato come DJ in altri nightclub del Regno Unito.
Dal 16 gennaio 2016 ha presentato per BBC Radio Manchester un programma sulla musica degli anni '80 in onda tutti i sabati dalle 18 alle 20. Nel marzo 2017 ha lasciato la stazione radiofonica.
Dal 27 marzo 2017 conduce #ThatsGoodInnit, programma in onda sulla radio  XS Manchester.
Boon ha sostenuto varie cause benefiche dopo la morte della figlioletta Luna Bliss, deceduta all'età di 34 giorni al St Mary's Hospital di Manchester nell'aprile 2012. Il figlio mezzano di Boon, Hector, ha donato una cospicua somma di denaro all'ospedale, creando un apposito fondo. La famiglia Boon continua a raccogliere fondi per il St. Mary's Hospital.
Nel gennaio 2015 Boon ha lanciato una campagna di reclutamento di corridori per la corsa 10K Great Manchester, al fine di raccogliere fondi per la Royal Manchester Children's Hospital Charity e la Saint Mary's Hospital Charity's Neonatal Intensive Care Unit. A tale scopo i partecipanti sono stati invitati a prendere parte alla cosiddetta Boon Army.

## Discografia
The Clint Boon Experience
- The Compact Guide to Pop Music and Space Travel (1999)
- Life in Transition (2000)

Inspiral Carpets
- Life (1990)
- The Beast Inside (1991)
- Revenge of the Goldfish (1992)
- Devil Hopping (1994)
- Inspiral Carpets (2014)